# Анта (провинция)
Анта (исп. Provincia de Anta, кечуа Anta pruwinsya) — одна из 13 провинций Перуанского региона Куско. Площадь составляет 1876,12 км². Население — 54 828 человек; плотность населения — 29,22 чел/км². Столица — одноимённый город.

## География
Граничит с провинциями Ла-Конвенсьон и Урубамба (на севере), Куско и Паруро (на востоке), а также с регионом Апуримак (на юго-западе).

## История
Провинция была создана 18 ноября 1839 года.

## Административное деление
В административном отношении делится на 9 районов:
- Анта
- Анкауаси
- Качимайо
- Чинчайпухио
- Уарокондо
- Лиматамбо
- Мольепата
- Пукюра
- Сурите